# 7449 Döllen
7449 Döllen è un asteroide della fascia principale. Scoperto nel 1949, presenta un'orbita caratterizzata da un semiasse maggiore pari a 2,2225164 UA e da un'eccentricità di 0,1966377, inclinata di 6,26861° rispetto all'eclittica.
L'asteroide è dedicato all'astronomo Johann Heinrich Wilhelm Döllen.